# NGC 853
NGC 853 ist eine Spiralgalaxie vom Hubble-Typ Sm im Sternbild Walfisch südlich des Himmelsäquators. Sie ist schätzungsweise 67 Millionen Lichtjahre von der Milchstraße entfernt und hat einen Scheibendurchmesser von etwa 30.000 Lj.
Das Objekt wurde am 28. November 1785 von William Herschel entdeckt.